# Michel Lentz
Michel Lentz (Luxembourg, 1820. május 21. – Luxembourg, 1893. szeptember 8.) luxemburgi irodalmár, költő. Több verset is írt élete során. A leghíresebb verse az Ons Heemecht című. Ezt több évvel később meg is zenésítették és ez az ország mai himnusza.

## Élete
Lentz 1820. május 21-én született a Luxemburgi Nagyhercegség fővárosában, Luxembourgban. Eleinte a Brüsszeli Egyetemen tanult filológiát, de gyorsan abbahagyta tanulmányait, hogy állami alkalmazásba lépjen. Hírnevét Luxemburg első vasútvonalának 1859-es átadásának ünnepségére írt versével, a Feierwonnal alapozta meg. Ugyanebben az évben született meg másik híres verse, az Ons Heemecht is, aminek a címe magyar fordítva: Hazánk. A vers szövege az ország tájainak szépségéről, a szabadságról és a hazaszeretetről szól. 1869-től a Számvevőszéken dolgozott. Első saját kötetét 1873-ban adta ki, melyben több mint 130, a politikai szerepvállalása idején írt verse található meg. A költő 1893. szeptember 8-án hunyt el.
Az Ons Heemecht című alkotását Jean Antoine Zinnen zenésítette meg 1864-ben. 1895-től a mű az ország nemzeti himnusza lett.

## Nevesebb művei

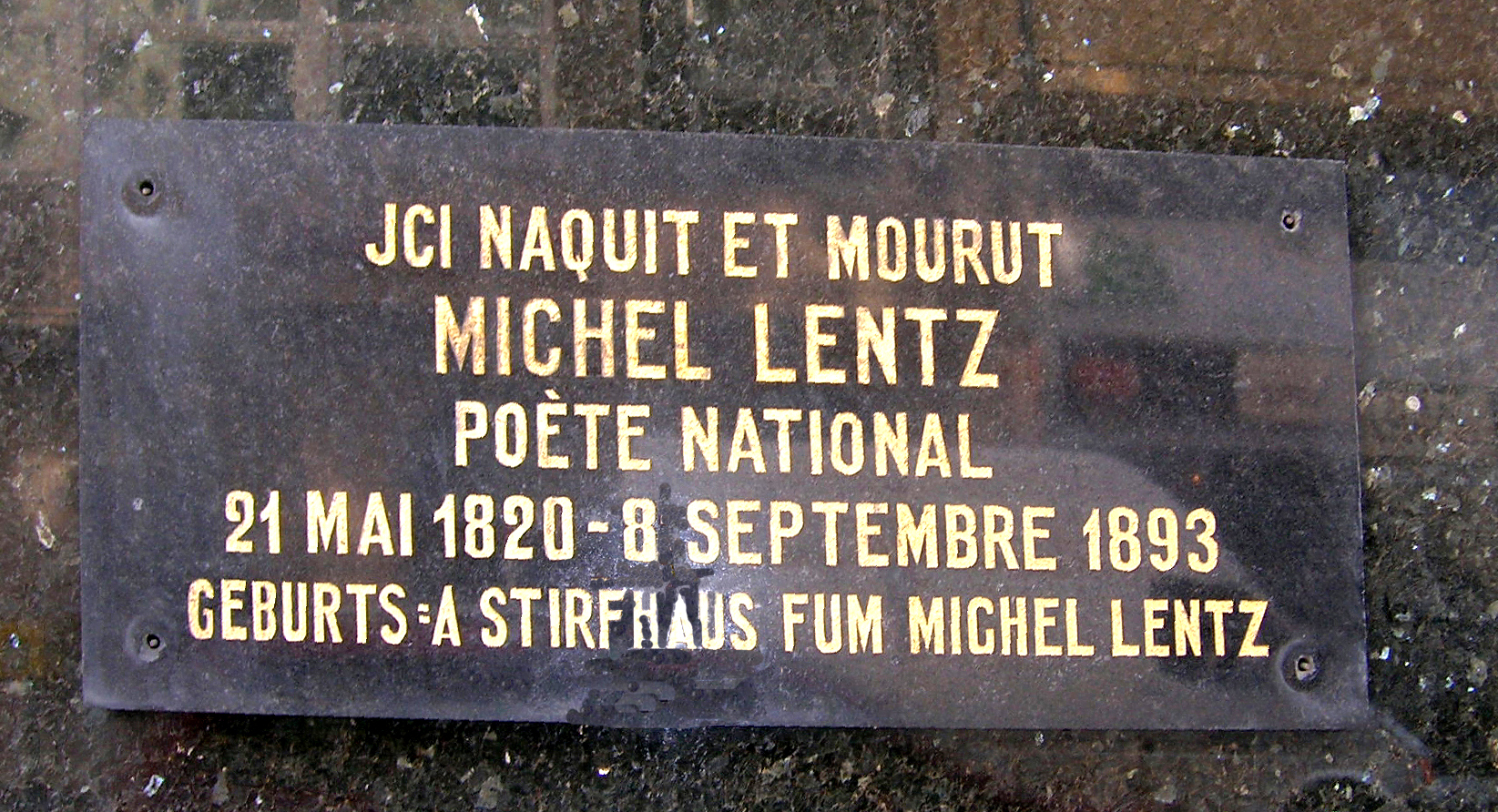
A költő emléktáblája

- Ons Heemecht
- Feierwon
- Hämmelsmarsch
- D'Margréitchen